# Sutura fronto-etmoidal
La sutura fronto-etmoidal es una sutura del cráneo situada entre el hueso etmoides y el hueso frontal. Está localizada en la fosa craneal anterior.